# Yanick Dupré
Pour les articles homonymes, voir Dupré.
Yanick Dupré (né le 20 novembre 1972 à Montréal au Québec province du Canada - 16 août 1997) est un joueur de hockey sur glace professionnel. Deux trophées du monde du hockey honorent son nom : le trophée Yanick-Dupré, attribué annuellement au joueur de la Ligue américaine de hockey qui s'est le plus impliqué dans sa communauté et un autre homonyme et interne des Flyers de Philadelphie de la Ligue nationale de hockey.

## Carrière
Dupré commence sa carrière en jouant pour le club junior de Laval puis rejoint la Ligue de hockey junior majeur du Québec et les Saguenéens de Chicoutimi au cours de la saison 1988-1989. Il joue pour un troisième club au cours de cette saison, pour les Voltigeurs de Drummondville.
Il passe les deux saisons suivantes avec Drummondville même si au cours de la saison 1991-1992, il rejoint le Collège-Français de Verdun de la LHJMQ. Lors de l'été précédent, il participe au repêchage d'entrée dans la Ligue nationale de hockey. Il est choisi par les Flyers de Philadelphie en tant que 50e joueur repêché lors de la troisième ronde, le second choix des Flyers après Peter Forsberg.
Il joue un match avec les Flyers lors de la saison 1991-1992. Il fait ses débuts en tant que professionnel la saison suivante en jouant dans la Ligue américaine de hockey pour les Bears de Hershey, la franchise affiliée des Flyers. Il attend encore un peu plus de deux saisons pour rejoindre les rangs de la LNH et ne parvient pas pour autant à se faire une place de titulaire dans l'équipe. Il inscrit les deux seuls buts de sa carrière dans la LNH au mois de janvier 1996 contre les Sharks de San José et contre les Blues de Saint-Louis.
En 1995-1996, il est un des meilleurs pointeurs des Bears et participe au Match des étoiles de la LAH. Vers la fin de la saison, il tombe dans le coma et peu de temps après on lui diagnostique une leucémie. Quelques mois plus tard, les docteurs lui annoncent qu'il est guéri mais alors qu'il passe la saison 1996-1997 à se remettre, un nouveau diagnostic de cancer est fait en mai 1997. Il tombe une nouvelle fois dans le coma en août puis finalement décède le 16 août 1997.
À la suite de son décès deux trophées sont mis en place, un dans la LAH et un autre en interne pour les Flyers. Les deux trophées célèbrent le comportement exemplaire qu'avait Dupré sur la glace et en dehors.

## Statistiques
Pour les significations des abréviations, voir Statistiques du hockey sur glace.
| Saison       | Équipe                      | Ligue        |     | Saison régulière | Saison régulière | Saison régulière | Saison régulière | Saison régulière |   | Séries éliminatoires | Séries éliminatoires | Séries éliminatoires | Séries éliminatoires | Séries éliminatoires |
| Saison       | Équipe                      | Ligue        | PJ  | B                | A                | Pts              | Pun              | PJ               | B | A                    | Pts                  | Pun                  |                      |                      |
| 1988-1989    | Laval-Laurentides           | QAAA         | 37  | 13               | 21               | 34               | 39               | 2                | 0 | 2                    | 2                    | 2                    |                      |                      |
| 1989-1990    | Saguenéens de Chicoutimi    | LHJMQ        | 24  | 5                | 9                | 14               | 27               | -                | - | -                    | -                    | -                    |                      |                      |
| 1989-1990    | Voltigeurs de Drummondville | LHJMQ        | 53  | 15               | 19               | 34               | 69               | -                | - | -                    | -                    | -                    |                      |                      |
| 1990-1991    | Voltigeurs de Drummondville | LHJMQ        | 58  | 29               | 38               | 67               | 87               | 11               | 8 | 5                    | 13                   | 33                   |                      |                      |
| 1991-1992    | Voltigeurs de Drummondville | LHJMQ        | 28  | 19               | 17               | 36               | 48               | -                | - | -                    | -                    | -                    |                      |                      |
| 1991-1992    | Collège-Français de Verdun  | LHJMQ        | 12  | 7                | 14               | 21               | 21               | -                | - | -                    | -                    | -                    |                      |                      |
| 1991-1992    | Flyers de Philadelphie      | LNH          | 1   | 0                | 0                | 0                | 0                | -                | - | -                    | -                    | -                    |                      |                      |
| 1992-1993    | Bears de Hershey            | LAH          | 63  | 13               | 24               | 37               | 22               | -                | - | -                    | -                    | -                    |                      |                      |
| 1993-1994    | Bears de Hershey            | LAH          | 51  | 22               | 20               | 42               | 42               | 8                | 1 | 3                    | 4                    | 2                    |                      |                      |
| 1994-1995    | Bears de Hershey            | LAH          | 41  | 15               | 19               | 34               | 35               | -                | - | -                    | -                    | -                    |                      |                      |
| 1994-1995    | Flyers de Philadelphie      | LNH          | 22  | 0                | 0                | 0                | 8                | -                | - | -                    | -                    | -                    |                      |                      |
| 1995-1996    | Bears de Hershey            | LAH          | 52  | 20               | 36               | 56               | 81               | -                | - | -                    | -                    | -                    |                      |                      |
| 1995-1996    | Flyers de Philadelphie      | LNH          | 12  | 2                | 0                | 2                | 8                | -                | - | -                    | -                    | -                    |                      |                      |
| Totaux LNH   | Totaux LNH                  | Totaux LNH   | 35  | 2                | 0                | 2                | 16               | -                | - | -                    | -                    | -                    |                      |                      |
| Totaux LAH   | Totaux LAH                  | Totaux LAH   | 207 | 70               | 99               | 169              | 180              | 8                | 1 | 3                    | 4                    | 5                    |                      |                      |
| Totaux LHJMQ | Totaux LHJMQ                | Totaux LHJMQ | 175 | 75               | 97               | 172              | 252              | 13               | 8 | 7                    | 15                   | 35                   |                      |                      |